# Georges Dève-féle csalás
A Georges Dève-féle csalás 1925  januárjának a végén Magyarország egyik vezető pénzügyi intézete, a Pesti Magyar Kereskedelmi Bank sérelmére elkövetett csalás volt. Georges Dève francia állampolgár összesen 24 millió magyar koronát csalt ki a bank pénzéből Fellner Henrik vezérigazgatón keresztül. Mivel Dève-et szinte azonnal fülön csípték, az okozott kárt vélhetően sikerült megtéríteni, amiért cserébe Dève valószínűleg szabadon távozhatott (a bank visszavonta a feljelentést).

## Az eset
1925. január 16-án egy magát Georges Dève néven bemutató francia személy jelent meg a Pesti Magyar Kereskedelmi Bank központi székházában (ez ma a Belügyminisztérium központi épülete) Fellner Henrik vezérigazgatónál, és közölte, hogy a faiparban érdekelt, és üzleti úton van Magyarországon, ahol több részletben összesen 60 ezer francia frankot kíván a Pesti Magyar Kereskedelmi Bankban átváltani. Mielőtt azonban ezt megtenné, „egyelőre” sürgősen szüksége lenne az ellenérték egy részére, pontosabban 24 millió magyar koronára.
Dève-nél volt Raoul Chélard budapesti francia attasé névjegye, rajta Fellner kézzel ráírt nevével. Dève részben ezzel kívánta alátámasztani meséjét, miszerint sürgősen szüksége van a pénzre, de a 60 ezer frankot csak később tudja utalni, viszont francia összeköttetései (azaz a budapesti francia nagykövetség) révén még aznap 16 ezer frankot a francia Comptoir national d'escompte de Paris (CNEP) bankban vezetett számlájáról a Pesti Magyar Kereskedelmi Bank javára át tud utalni, mihelyst megkapja a kért 24 milliót.
Fellner erre ajánlólevelet kért Dève-től, amit másnapra (17-ére) Dève meg is szerzett a francia nagykövetségtől. Fellner az ajánlás láttán (úgy, hogy bankja még egy fillért sem látott a 60 ezer frankból) kifizette (készpénzben) Dève-nek a kért részösszeget, 24 millió koronát, illetve írt egy hivatalos levelet, amiben kérte a CNEP bankot, hogy utaljon át Dève számlájáról 16 ezer frankot a Kereskedelmi Bank központi számlájára.
Dève január 19-én egy ajánlott levélben kérte Fellnert, hogy az általa küldött Milkó Márknak további 5500 francia frank ellenértékének megfelelő koronát fizessenek ki. Milkó még aznap meg is jelent, kérve a pénzt, de Fellner ezt megtagadta, és megkérte Milkót, hogy küldje be hozzá Dève urat. Szintén még 19-én, nem sokkal Milkó távozása után megjelent Fellnernél a francia követség egy munkatársa, aki közölte, hogy a kiállított ajánlólevél tévedésen alapszik, és kéri, tekintsék semmisnek. Fellner erre személyesen is felkereste Chélard attachét, aki közölte, hogy félrevezették, ezért adhatott ajánlást. Ezután együtt a rendőrségre siettek, hogy megakadályozzák Dève elutazását.
Másnap, 20-án délben Dève telefonált, az után érdeklődve, hogy Milkó miért nem lett kifizetve. Fellner – az értesüléseit titokban tartva a kérdésről – este nyolcra találkozót beszélt meg vele irodájában, amin Dève meg is jelent. Ott már detektívek várták, akik míg a csalás ténye be nem igazolódik, elvették az útlevelét, de le nem tartóztatták (ellenben megfigyelés alá került). Az átvett pénzzel nem tudott elszámolni. Január 21-én aztán megjött a válasz a CNEP banktól, illetve a Dève által megjelölt másik banktól (Dresdner Bank), miszerint egyik pénzintézetnél sem rendelkezik Georges Dève vagy hasonló nevű személy aktív bankszámlával. Dève január 24-én lett letartóztatva. A francia követség, hogy baklövését elfedje, már január 22-én felajánlotta a kár fele részben történő megtérítését, ezt az ajánlatot azonban később, március 7-én visszavonták.
Az esetről a Pester Lloyd közölt cikket március 9-én, Dève menyasszonya pedig valamikor ez után, de az ügyben iktatott utolsó megmaradt, március 28-i keltezésű levél előtt befizetett 2000 frankot, amivel vélhetőleg a teljes kár megtérült, Georges Dève pedig ennek fejében vélhetőleg szabadon távozhatott (az okozott kár megtérítéséért cserébe valószínűleg ejtette a bank a vádakat).